# Can Uzun
Can Uzun, né le 11 novembre 2005 à Ratisbonne en Allemagne, est un footballeur international turc qui évolue au poste de milieu offensif à l'Eintracht Francfort.

## Biographie

### En club
Né à Ratisbonne en Allemagne, Can Uzun commence le football avec le club local du SSV Jahn Ratisbonne avant d'être formé par le FC Ingolstadt 04 puis le FC Nuremberg. 
Il joue son premier match avec l'équipe première du FC Nuremberg le 12 mai 2023, lors d'un match de championnat contre le 1. FC Magdebourg. Il entre en jeu et les deux équipes se neutralisent (2-2 score final).
Le 6 août 2023, Uzun se fait remarquer en inscrivant deux buts lors d'une rencontre de championnat face au Hanovre 96. Il s'agit de ses deux premiers buts en professionnel et ils permettent à son équipe de faire match nul (2-2 score final). Le 12 août suivant, il se fait remarquer lors d'une rencontre de coupe d'Allemagne face au FC Oberneuland (en) en réalisant un triplé, le premier de sa carrière. Il contribue ainsi à la victoire de son équipe par neuf buts à un,.

### En sélection
Né en Allemagne mais de parents originaires de Turquie, Can Uzun possède les deux passeports et est ainsi éligible pour représenter les deux nations en sélection.
Can Uzun honore sa première sélection avec l'équipe nationale de Turquie le 22 mars 2024 contre la Hongrie. Il entre en jeu et son équipe s'impose (0-1 score final),.